# 海莲花
海莲花（英语：Ocean Lotus）是中国大陆网络安全公司奇虎旗下的「天眼實驗室」于2015年5月所发现的一个境外黑客组织。该组织自2012年4月开始攻击中国的海事机构、海域建设部门、科研院所和航运企业，据媒体报道称这是一个有国外政府支持的APT行动。
海莲花的攻击途径为使用木馬病毒攻陷、控制政府人員、外包商及行業專家等目標人群的電腦，从中窃取受害者電腦中的機密資料，截獲受害電腦與外界傳遞的情報，甚至操縱該電腦自動發送相關情報。而这一攻击方式有“鱼叉攻击”和“水坑攻击”两种。該黑客組織在2014年5月22日2014年乌鲁木齐公园北街早市暴力恐怖袭击案发生后，發送名為「新疆暴恐事件最新通報」的電子郵件及附件，引誘目標人群中招。另外，鱼叉邮件还会使用“公务员工资调整”为诱饵，增加受害者的上当几率。据美国安全公司FireEye及其旗下的Mandiant发布的APT报告称，中国是黑客攻击来源，甚至蓝翔技校也被牵扯其中。
据报告称，目前與海蓮花有關的4種不同形態的特種木馬程序樣本有100多個，感染者遍佈中国29个省级行政区及境外36個國家，其中北京和天津兩地受到類似病毒感染的人數最多。而这一黑客组织所有关的木马有4个，其中针对Windows的3个，针对Mac的1个。另外，為了隱蔽海莲花的行蹤，海蓮花還先後在6個國家註冊了35個伺服器域名，相關IP地址19個，分佈在全球13個國家。